# Veřejné právo
Veřejné právo (ius publicum) je souhrn právních norem, které vytvářejí určitý protipól vůči právu soukromému. Toto dělení pochází již z římského práva a je dodnes uznáváno. Netýká se ovšem jen práva objektivního, ale i subjektivních práv, lze proto také hovořit o „subjektivním veřejném právu“. Hranice mezi veřejným a soukromým právem však není zcela zřetelná a často mohou vznikat spory o to, je-li určitý právní vztah veřejnoprávní, nebo soukromoprávní.
Charakteristickým znakem veřejného práva je, že právní vztahy jím upravené jsou asymetrické a nerovné (vrchnostenské), odpovídající vztahu stát–občan. Jde o právní nadřazenost orgánů veřejné moci, které mohou rozhodovat o subjektivních právech jiných právních subjektů, ovšem jen v rámci zákona (secundum et intra legem). Typickým veřejným právem je právo na sociální zabezpečení – sociální dávky může požadovat pouze fyzická osoba, jsou vypláceny ze státního rozpočtu a o jejich výši rozhoduje příslušný správní úřad ve správním řízení rozhodnutím, jež je správním aktem. Není-li občan s rozhodnutím správního úřadu spokojen, může požádat o jeho přezkoumání soud, který o jeho návrhu rozhodne ve správním soudnictví.
Ve veřejném právu je zřetelné používání kogentních právních norem, tedy jen těch, které jsou neodchýlitelné od právní dispozice, tj. vlastního pravidla normy.

## Historická vymezení
- Publicum ius est, quod ad Statum rei Romanae spectat. ("Veřejné právo je to, které se týká postavení římského státu, soukromé, které se vztahuje k prospěchu jednotlivců.")[1]
- Právo veřejné je (...) souhrn pravidel právních, jimiž upraveny jsou poměry nutných organisovaných svazků společenských jakožto takových a poměry jednotlivců, vyplývající ze členství ve svazcích těchto.[2]

## Veřejnoprávní odvětví
Veřejné právo se dále dělí na jednotlivá právní odvětví, přičemž vzhledem k neostrosti dělení mezi ním a právem soukromým může být u mnohých z nich jejich zařazení sporné, resp. hraniční. Jde zejména o:
- ústavní právo
- správní právo
- finanční právo
- trestní právo
- procesní právo
- právo životního prostředí
- právo sociálního zabezpečení
- mezinárodní právo veřejné